# Momotus
Momotus – rodzaj ptaków z rodziny piłodziobów (Momotidae).

## Zasięg występowania
Rodzaj obejmuje gatunki występujące w Ameryce.

## Morfologia
Długość ciała 30,5–48 cm; masa ciała 74–176 g.

## Systematyka

### Etymologia
- Momotus: błędny zapis (Nieremberg, 1635) azteckiej nazwy Motmot dla niebieskoczubego, gołębio-podobnego ptaka, który zamieszkiwał tropikalne regiony[10].
- Prionites (Prionitis): gr. πριων priōn, πριονος prionos „piła”; -ιτης -itēs „przypominający”[10]. Gatunek typowy: Ramphastos momota Linnaeus, 1766.
- Baryphonus (Barryphonus): gr. βαρυφωνος baruphōnos „z głębokim basem”, od βαρυς barus „ciężki”; φωνεω phōneō „mówić”[10]. Gatunek typowy: Ramphastos momota Linnaeus, 1766.
- Crybelus: gr. κρυβηλος krubēlos „ukryty”, od κρυπτω kruptō „ukryć się”[10]. Gatunek typowy: Momotus mexicanus Swainson, 1827.

### Podział systematyczny
Do rodzaju należą następujące gatunki:
- Momotus aequatorialis Gould, 1858 – piłodziób wyżynny
- Momotus mexicanus Swainson, 1827 – piłodziób brązowogłowy
- Momotus coeruliceps (Gould, 1836) – piłodziób modrogłowy – takson wyodrębniony ostatnio z M. momota[12][13]
- Momotus lessonii Lesson, 1842 – piłodziób żółtopierśny – takson wyodrębniony ostatnio z M. momota[13]
- Momotus subrufescens P.L. Sclater, 1853 – piłodziób rdzawobrzuchy – takson wyodrębniony ostatnio z M. momota[12][13]
- Momotus bahamensis (Swainson, 1838) – piłodziób czerwonogardły – takson wyodrębniony ostatnio z M. momota[12][13]
- Momotus momota (Linnaeus, 1766) – piłodziób wspaniały